# HD83253
HD83253 — хімічно пекулярна зоря спектрального класу A1, що має видиму зоряну величину в смузі V приблизно  8,7.
Вона  розташована на відстані близько 653,6 світлових років від Сонця.